# 安芸大橋

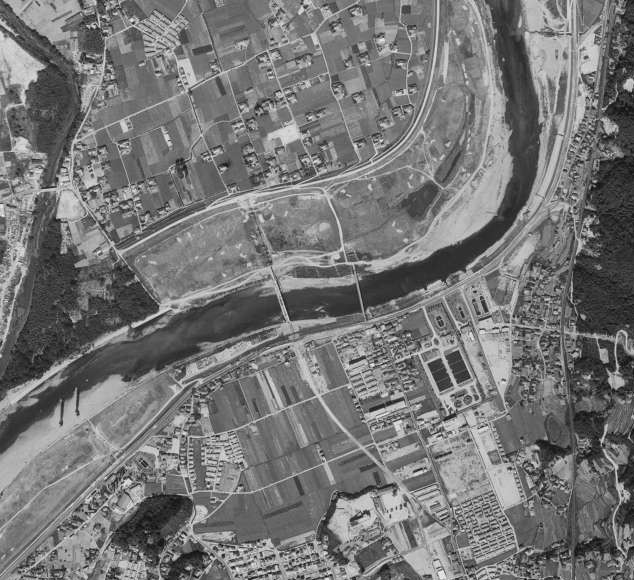
1967年。左が架橋中の現橋、右が旧橋。

安芸大橋（あきおおはし）は、広島県広島市の太田川にかかる自動車専用橋梁。下流側にトラス構造の側道橋（歩道橋）を併設している。

## 諸元
- 路線名：広島県道152号府中祇園線[2]
- 橋長： 364.8m [1][2]
- 支間：41.84m + 110.0m + 4@41.84m +  39.8m[1]
- 幅員：車道5.5m [2]（有効幅員6.0m[1][2]）
- 橋種： 単純合成I桁橋 + 単径間下路式ニールセン型ローゼ橋 + 5径間単純合成I桁橋[1]
  - アーチライズ : 17.0m [1][2]
- 施工
  - 上部工 : 三菱重工業[1]

この橋は日本で初めてアーチ吊材にロックドコイルロープを斜めに配置したローゼ橋、つまり日本初の本格的ニールセン型ローゼ橋である。
計画当時は国内では斜吊材にパイプを用いた例があったがロックドコイルロープを用いた例はなく、海外でも数例しかなかった。その設計や解析には当時まだ一般的でなかった電子計算機を数種類かつそれぞれ複数用いて設計値の精度を高めた。また架橋後に振動実験が行われ、架橋後も数年にわたり張力変化を追跡調査して安全性を確認している。1967年全建賞道路部門受賞。

## 沿革
初代の安芸大橋は1952年（昭和27年）架橋。現在の安芸大橋より少し上流側に木製の吊橋として存在した。
ただ太田川流域は戦前から太田川放水路工事を始めとする大規模な改修工事が進められており、この付近では河幅を広げ複断面化して河川敷を設け、そこを緑地として活用する計画が立てられた。そして新たな橋梁は近代化する周辺の風景に相応しいものとすることになり、日本で初めてとなる本格的なニールセン型ローセ橋が採用された。
1968年（昭和43年）3月、現在の安芸大橋が開通した。当初は歩車道共に共用していたが、1978年（昭和53年）3月下流側に歩道橋が併設され、自動車専用橋となった。

## 周辺
南詰（戸坂側）の交差点が広島県道37号広島三次線との交点になる。下流側に国道54号祇園新橋が、上流側に山陽自動車道太田川橋（広島県道459号矢口安古市線・安佐大橋が並走）がある。
河川敷にはゴルフ場がある。この付近の太田川は名水百選に選定されており、鮎も生息している。

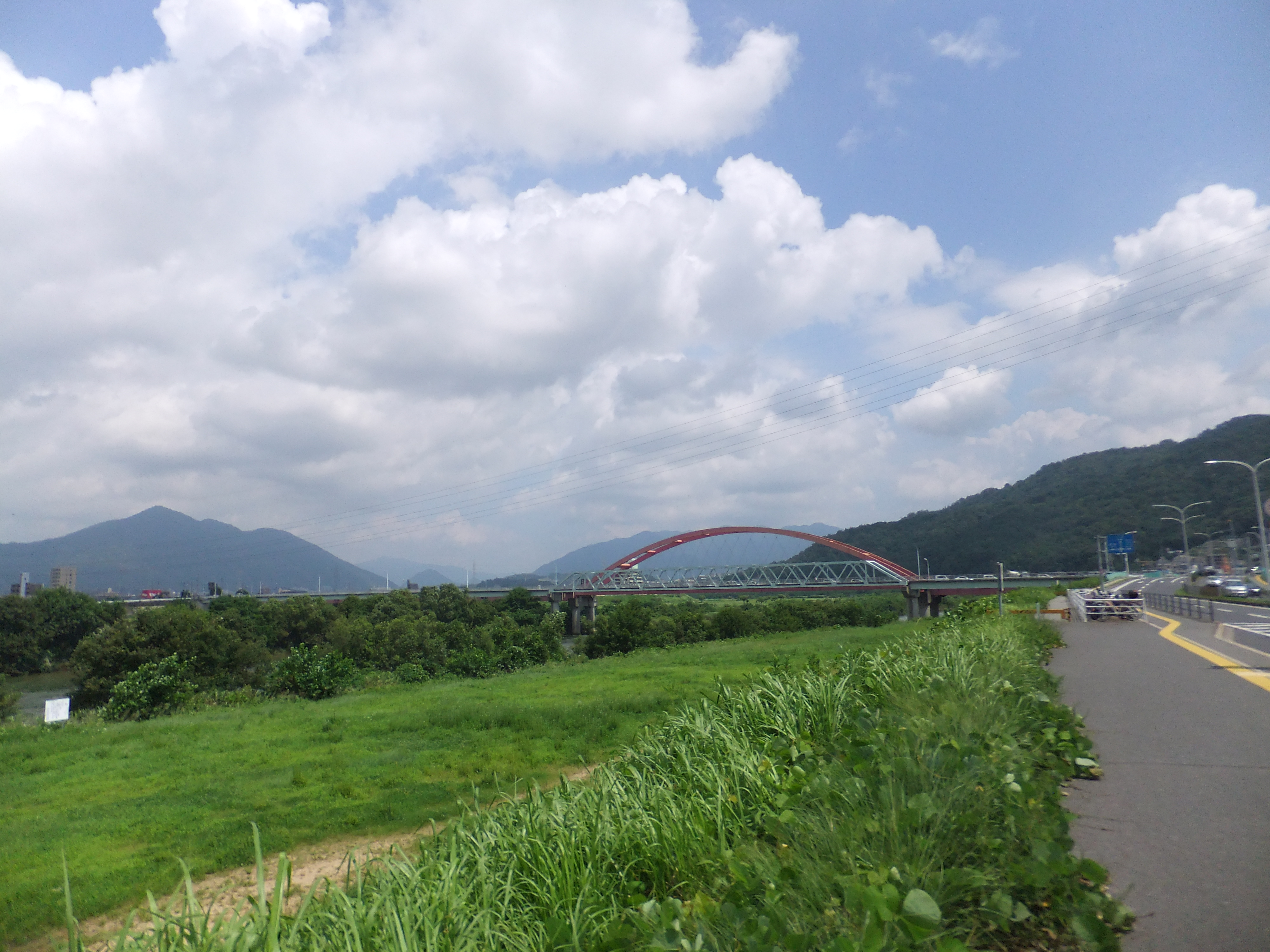
下流より
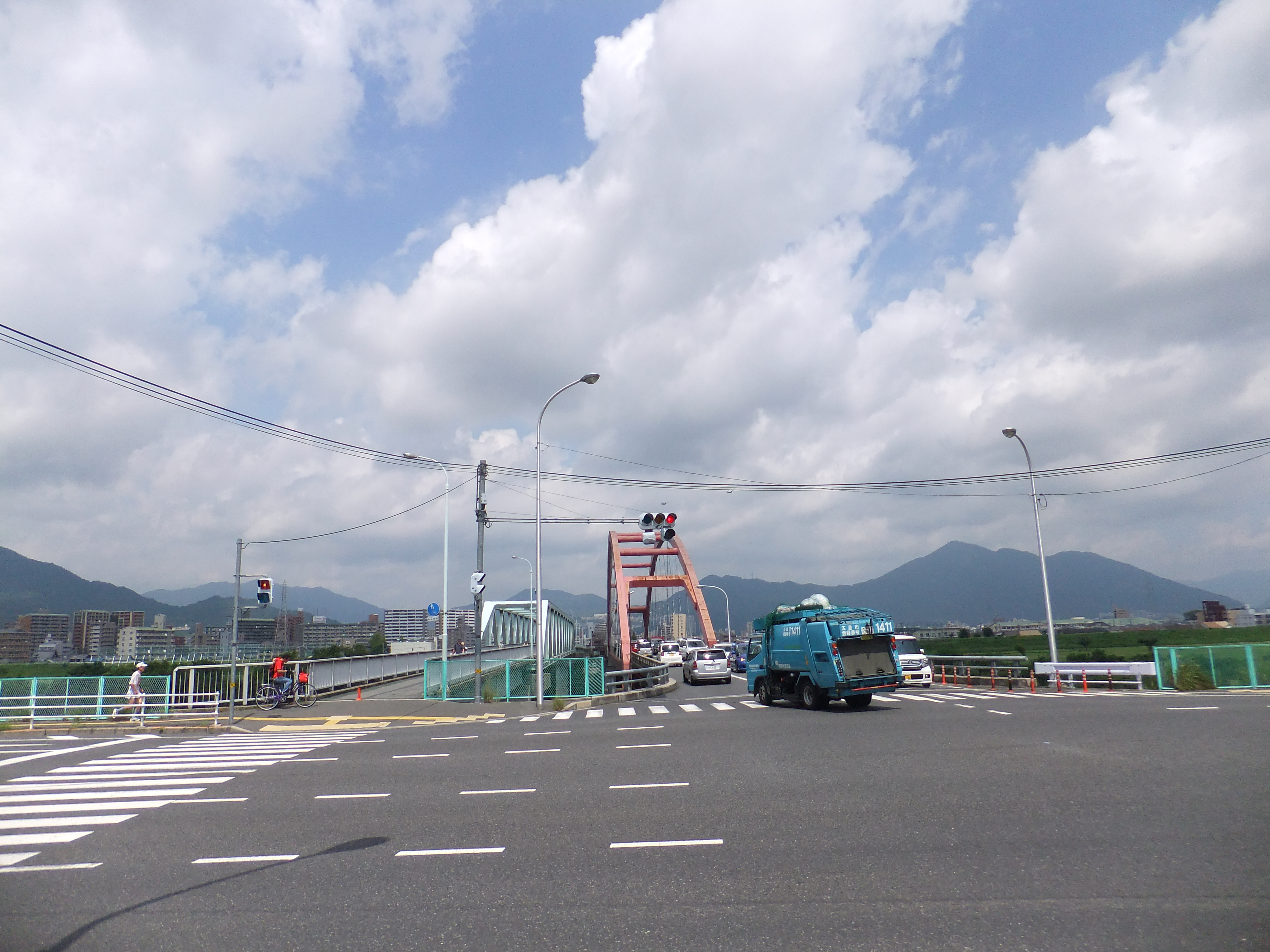
戸坂側より
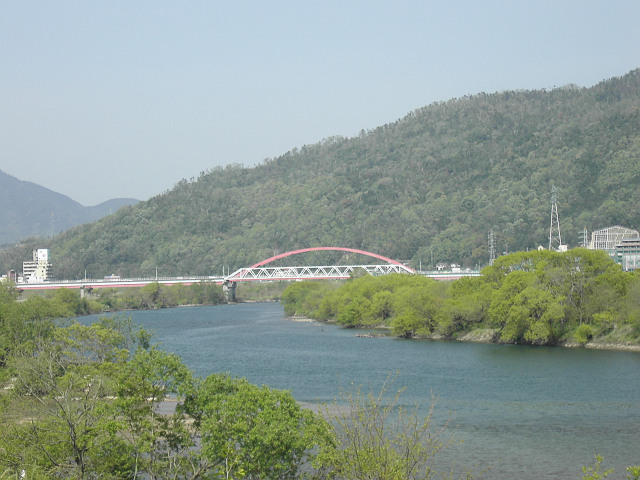
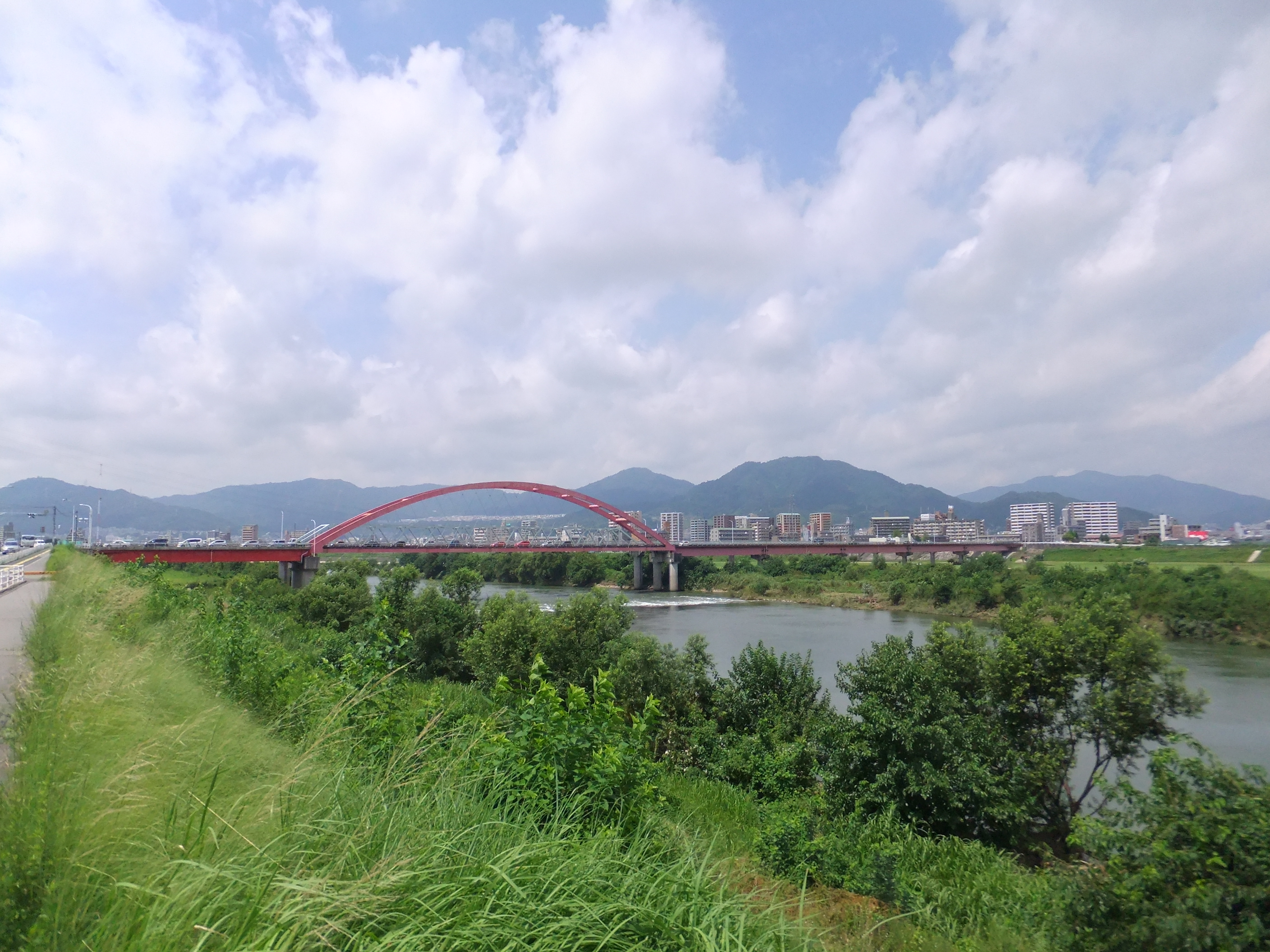